# ساردین اروپایی
ساردین اروپایی (نام علمی: Sardina pilchardus) نام یک گونه از تیره شگ‌ماهیان است. ساردین اروپایی به صورت گروهی حرکت می‌کنند و از زئوپلانکتونها تغذیه می‌کنند. این ماهی در خطوط ساحلی دریاها تخم ریزی می‌کند و در هر بار تخم ریزی ۵۰ تا ۶۰ هزار تخم فرو می‌ریزد.